# Municipio de Colfax (condado de Marion)
El municipio de Colfax (en inglés: Colfax Township) es un municipio ubicado en el condado de Marion en el estado estadounidense de Kansas. En el año 2010 tenía una población de 291 habitantes y una densidad poblacional de 3,13 personas por km².

## Geografía
El municipio de Colfax se encuentra ubicado en las coordenadas 38°33′30″N 97°5′12″O / 38.55833, -97.08667. Según la Oficina del Censo de los Estados Unidos, el municipio tiene una superficie total de 92.91 km², de la cual 92,83 km² corresponden a tierra firme y (0,08 %) 0,08 km² es agua.

## Demografía
Según el censo de 2010, había 291 personas residiendo en el municipio de Colfax. La densidad de población era de 3,13 hab./km². De los 291 habitantes, el municipio de Colfax estaba compuesto por el 95,19 % blancos, el 1,37 % eran amerindios y el 3,44 % eran de una mezcla de razas. Del total de la población el 2,06 % eran hispanos o latinos de cualquier raza.